# Restaurant Geranium
Geranium er en dansk gourmetrestaurant, der ligger i Parken i København. Køkkenchefen er kokken Rasmus Kofoed, der blandt andet har vundet Bocuse d'Or i 2011. Den er landets eneste restaurant, som Michelinguiden har givet tre stjerner indtil 2021, hvor Noma også opnåede 3 stjerner.

## Historie
Restaurant Geranium blev åbnet i foråret 2007 i Kongens Have i København af Rasmus Kofoed og Søren Ledet. Restauranten måtte trods en michelinstjerne i 2008 lukke i 2009, men genåbnede i Parken på Østerbro i 2010.
Restauranten fik i marts måned 2013 to stjerner i Michelinguiden efter tidligere at have haft en enkelt. I april samme år blev restauranten kåret som verdens 45. bedste i San Pellegrino's The Worlds 50 best restaurants in 2013 efter året inden at have været nummer 49. I 2014 bibeholdt restauranten de to michelinstjerner. Den 24. februar 2016 fik Geranium tre michelinstjerner som den første danske restaurant nogensinde. Den norske restaurant Maaemo fik ligeledes tre stjerner ved denne uddeling, og de to restauranter var de to første i Norden med tre stjerner.
I april 2015 indtrådte Lars Seier Christensens holdingselskab Seier Capital i restaurantens ejerkreds med en aktiepost på 80 %.